# ذمنصاب (مكيراس)

تعديل مصدري - تعديل

ذمنصاب هي إحدى قرى عزلة مكيراس بمديرية مكيراس التابعة لمحافظة البيضاء، بلغ تعداد سكانها 53 نسمة حسب تعداد اليمن لعام 2004.